# دانيال فرانك والز
دانيال فرانك والز (بالإنجليزية: Dan Walls)‏ (13 سبتمبر 1942 - 12 مايو 1999) (زميل في الجمعية الملكية) عالم فيزيائي نيوزلندي متخصص في مجال الفيزياء النظرية وبصريات الكم.